# ایزواسپین
ایزواسپین(به انگلیسی: Isospin) عدد کوانتومی بردار فرضی چرخش ذرات بنیادی که در کلیه واکنشهای هسته‌ای حفظ می‌گردد.